# Tideland
Pour le film de Terry Gilliam, voir Tideland (film).
Tideland (titre original : Tideland) est un roman américain de Mitch Cullin paru en 2000. Une traduction française d'Hélène Collon est publiée en mai 2006.
Un film britannico-canadien, Tideland, réalisé par Terry Gilliam, en est tiré et sort en 2005.

## Résumé
Lorsque sa mère meurt d'une overdose, la petite Jeliza-Rose part s'installer dans une vieille ferme avec son père, Noah, lui-même se piquant à l'héroïne. Afin d'échapper à la solitude de sa nouvelle maison, la petite fille s'évade dans un monde imaginaire. 
Quand c'est son père qui meurt lors d'un de ses « petits voyages », la fillette poursuit sa vie mélangée d'éclats de rires, de jeux et de peurs - ces derniers surmontées avec la complicité de ses têtes de poupées. Le roman se transforme alors en une sorte de rêve éveillé. 
Elle trouve dans sa plus proche voisine, Dell, borgne et mi-sorcière, qui porte un costume noir d'apiculteur (sa mère a été tuée par des abeilles), un double adulte qui répond à la peur de la mort, de la disparition des proches aimés. 
Le jeune frère de la voisine, Dickens, rendu idiot par une opération, joue avec Jeliza-Rose et l'emporte dans son propre monde imaginaire : la prairie devient océan où l'on nage, une cabane sous-marin... Le requin-monstre (un train qui traverse la prairie), est l'objet d'un combat héroïque, sera vaincu en déraillant. La fillette, réveillée par l'explosion des bâtons de dynamites qui provoquent l'accident, trouve dans les rescapés, une femme sensible à la magie du monde que symbolisent les lucioles.